# Шперк, Эдуард Фридрихович

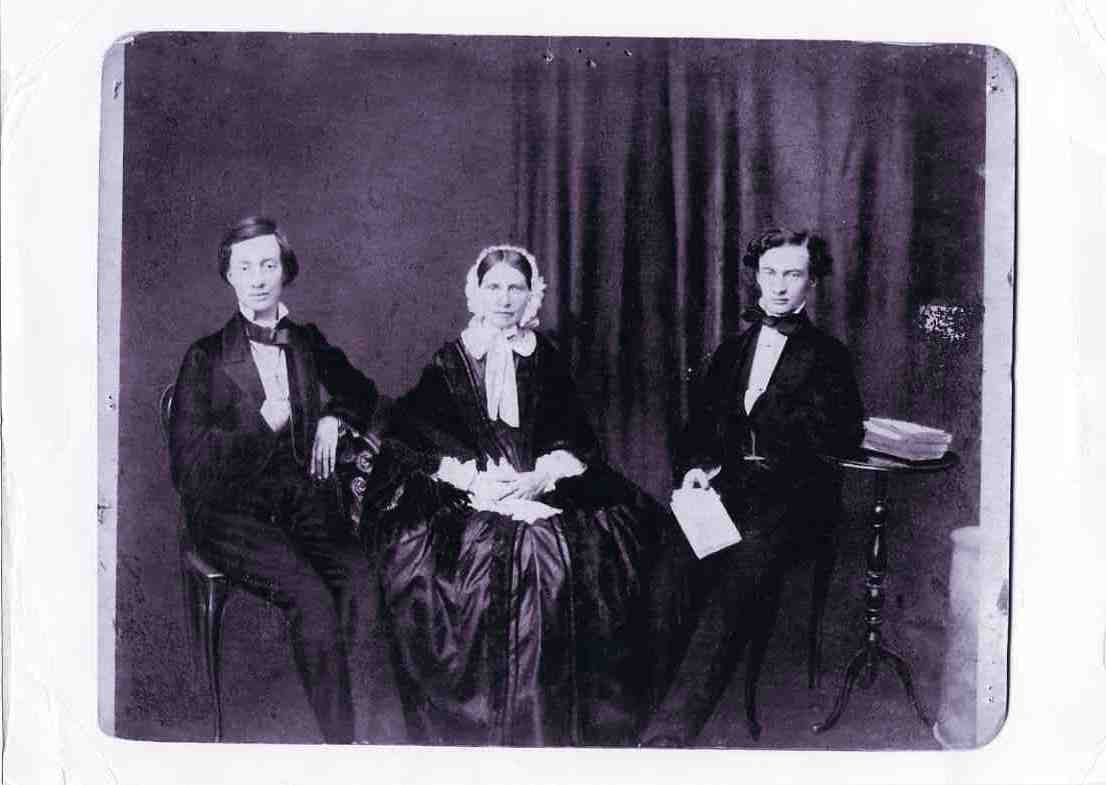
Семья Шперк в Харькове. 1860-е годы. В центре: Каролина Шперк (урожд. Рейниш). Слева — Франц Фридрихович Шперк. Справа — Эдуард Фридрихович Шперк.

Эдуа́рд-Леона́рд Фри́дрихович (Фёдорович) Шперк (18 [30] мая 1837, Мглин — 3 [15] мая 1894, Санкт-Петербург) — врач-венеролог, доктор медицины, первый директор Института экспериментальной медицины (ИЭМ) в Санкт-Петербурге. Доктор медицины, действительный статский советник.

## Семья Шперков
По семейному преданию род Шперков был связан с Россией более двухсот лет. Шперки были выходцами из Германии, осевшими в России в конце XVIII века. Первые достоверные сведения о семье Шперков относятся к 1836 году, когда вольнопрактикующий врач Фридрих Андреевич Шперк (1808—1858) представил прошение об определении на должность врача в Нежинские богоугодные заведения. Фридрих Андреевич Шперк был женат на Каролине Рейниш, дочери профессора Харьковского университета, адъюнкта исторических наук Антония Рейниша. Фридрих Шперк был почётным членом Штетинского энтомологического общества и Московского общества естествоиспытателей, а также членом-корреспондентом Политико—экономического общества.
Жена — Сидония Бернгардовна Шперк (урожденная Герстель). Имел четверых детей: сыновья Бернгардт, Фридрих, Густав, дочь Сидония.
Брат Густава и Франца Шперка.

## Исследователь Якутии и Приамурья
Унаследовав от отца «научный пыл» и страсть естествоиспытателя, Эдуард Фридрихович Шперк обучался в Харьковском университете на медицинском факультете по стипендии Министерства внутренних дел. Окончил университет в 1858 году со степенью лекаря и как казённый стипендиат был направлен назначением МВД в Якутию, а позже — в Приамурский край, где проработал 10 лет, исследуя медико-топографические и социальные причины возникновения инфекционных эпидемий. Работы доктора Шперка были первыми в истории России исследованиями Приморья и Амурского края. За эти исследования он в 1863 году был удостоен степени доктора медицины. Подобную работу в Якутии проводил в то же время его брат, Франц Фридрихович Шперк (1835—1903).

## Врач и общественный деятель
По окончании службы на Дальнем Востоке стажировался в Вене. Дальнейшая жизнь Э. Ф. Шперка была неразрывно связана с Петербургом. В 1870 году был назначен старшим ординатором городской Калинкинской больницы, до того имевшей печальную славу «лечебной тюрьмы для проституток». Проводя чисто научные исследования и наблюдения, доктор Шперк ввел несколько административных изменений: отменил карцер и телесные наказания больных женщин, разработал систему регистрации заболеваний, придав этому тюремно-карательному заведению чисто лечебный облик 1. С 1874 года в качестве доцента преподавал в училище для повивальных бабок при Калинкинской больнице. С 1875 по 1882 год преподавал дерматологию на врачебных женских курсах при Императорской медико-хирургической академии. С 1883 года преподавал в училище лекарских помощников и фельдшериц Санкт-Петербургского дамского лазаретного комитета российского общества Красного Креста.
Был консультантом центрального отделения Максимилиановской лечебницы, членом попечительского комитета при Повивальном институте (ныне — НИИ акушерства и гинекологии им. Д. О. Отта) великой княгини Екатерины Михайловны, членом врачебного совещания Ведомства учреждений Императрицы Марии, членом попечительского комитета Клинического института великой княгини Елены Павловны, сверхштатным консультантом по накожным болезням при лечебнице великой княгини Марии Александровны.
В 1887 году предложил провести реформу врачебно-полицейских мер для ограничения распространения сифилиса, полагая, что ограничение проституции и контроль распространения венерических заболеваний является делом всего общества. Э. Ф. Шперк активно участвовал в работе Общества охранения народного здравия во главе с принцем А. П. Ольденбургским.

## Первый директор Института экспериментальной медицины

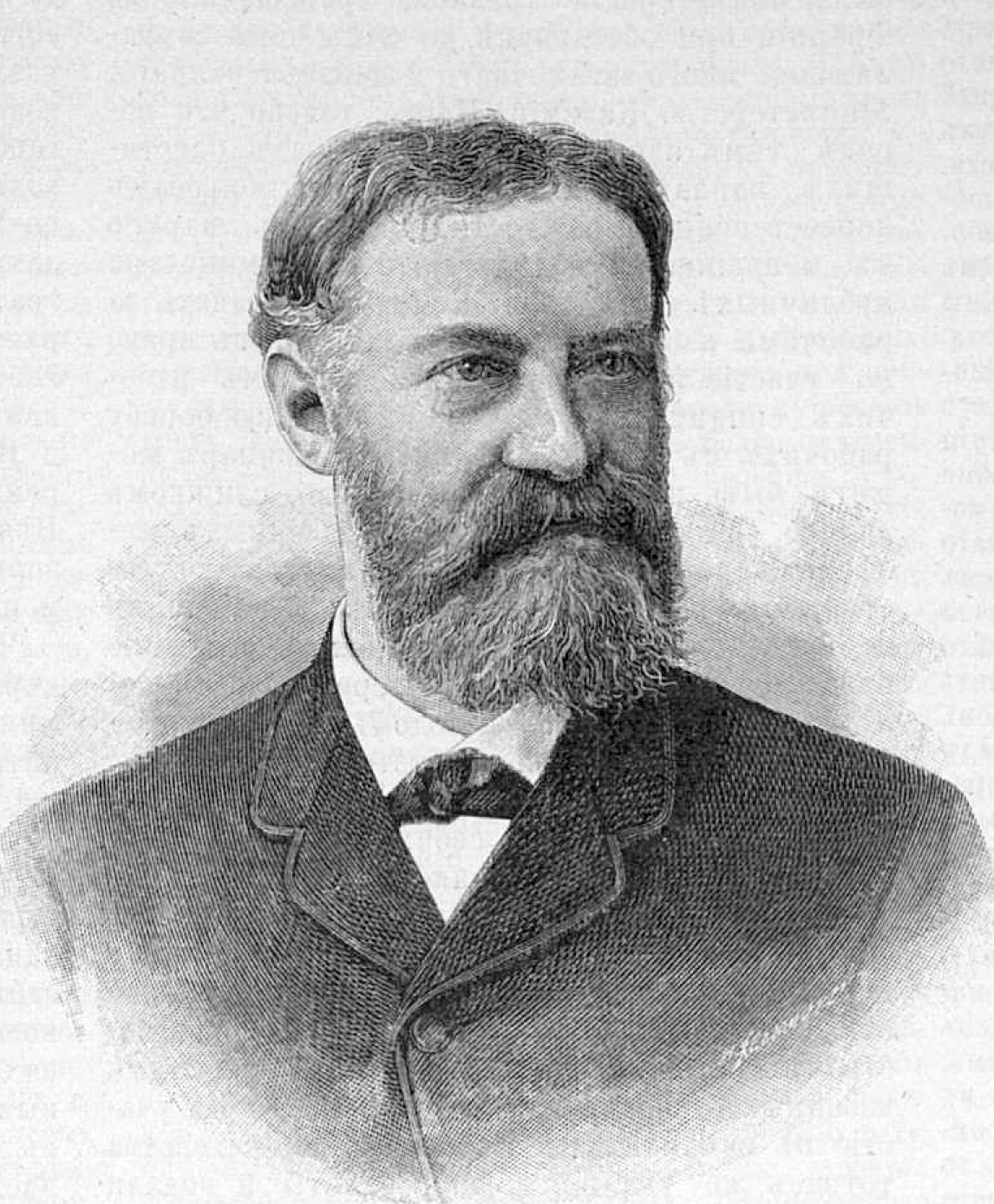
Гравюра начала 1890-х

В 1891 году Э. Ф. Шперк был назначен директором Императорского Института Экспериментальной медицины. На этом посту доктор Шперк видел своей задачей «претворять научные достижения в практику». Такая установка сыграла решающую роль в том, что уникальный институт стал «не теплицей для выращивания отвлеченно-лабораторных построений и выращенных под стеклянным колпаком ученых, а научно-жизненным центром» . Практически все сотрудники Института приняли участие в борьбе с эпидемией холеры в Астрахани и Баку, использовав на практике научные достижения, полученные в лабораториях Института. Принимая участие во многих конференциях и конгрессах, доктор Шперк постоянно в своих докладах пропагандировал идею непризнания за наукой «иного значения, как то, которое полезно для человечества». «Сердце великодушное, чуткое и самоотверженное — доктор Шперк имел ум и качества ученого первого порядка», — писал Э. Лансеро, французский врач-венеролог, член французской академии медицины, в предисловии к парижскому посмертному изданию трудов Э. Ф. Шперка.

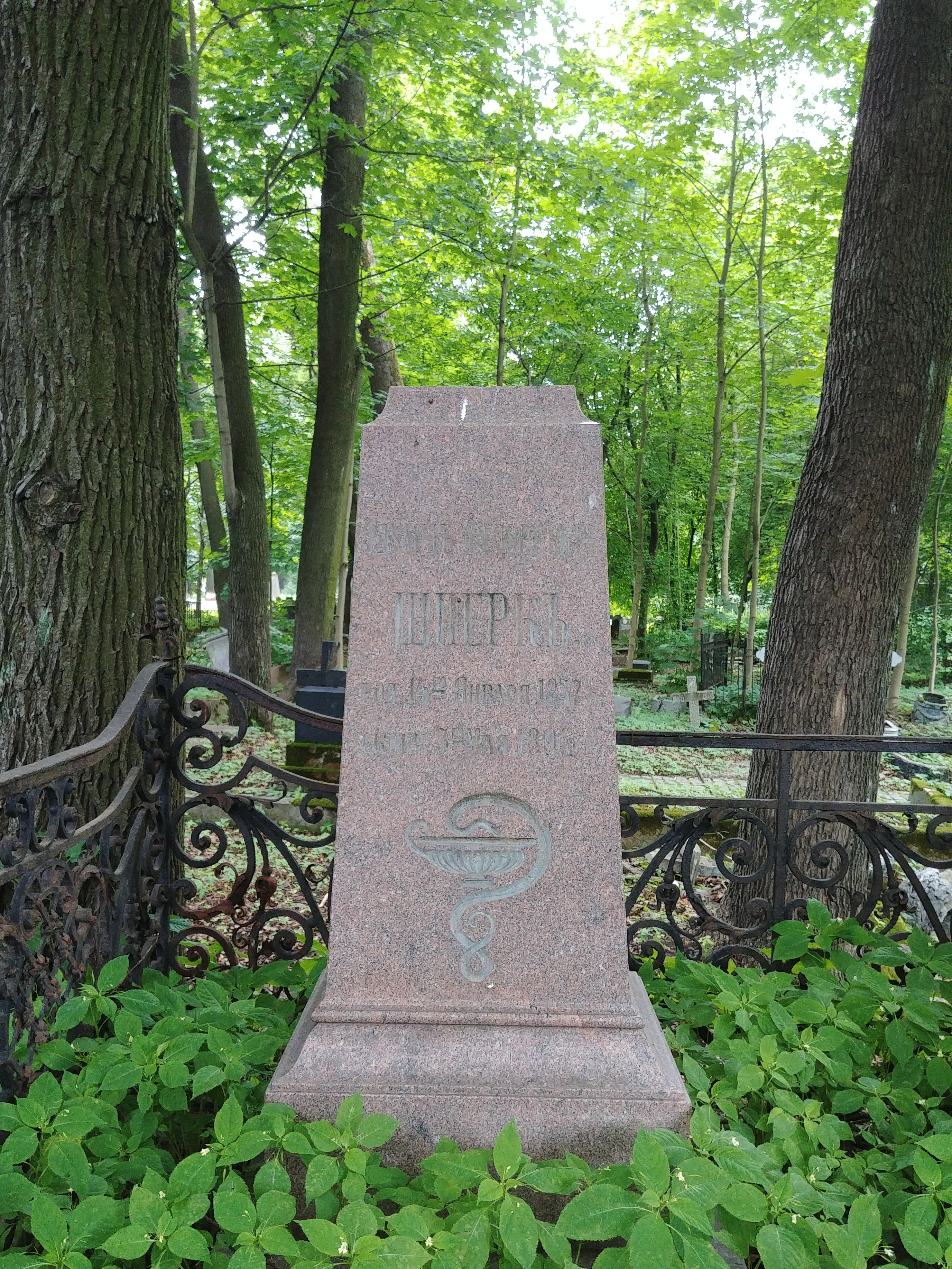
Могила Э.Ф. Шперка на Смоленском лютеранском кладбище

## Награды
- Орден Св. Станислава 1-й степени (1885), 2-й степени с императорской короной (1868) и 3-й степени.
- Орден Св. Анны 2-й степени с императорской короной (1873), 3-й степени.
- Орден Св. Владимира 3-й степени (1882).
- Большой командорский крест ордена Ольденбургского дома «За заслуги».